# Ritsu Doan
Ritsu Doan (堂安 律, Dōan Ritsu, Amagasaki, 16 juni 1998) is een Japans voetballer die doorgaans als middenvelder speelt. Hij tekende in juli 2022 een meerjarig contract bij SC Freiburg, dat hem overnam van PSV. Doan debuteerde in 2018 in het Japans voetbalelftal.

## Clubcarrière

### Gamba Osaka
Doan stroomde in 2015 door vanuit de jeugd van Gamba Osaka en werd vanaf het begin van zijn loopbaan gezien als een groot talent. In 2016 scoorde hij als middenvelder ongeveer een keer per twee wedstrijden bij het onder 23-team van Gamba Osaka. In het seizoen 2017 maakte Doan steeds meer minuten in het eerste elftal.

### FC Groningen
Gamba Osaka verhuurde Doan in de zomer van 2017 voor een seizoen aan FC Groningen, dat daarbij een optie tot koop bedong. Hij groeide er een paar maanden na zijn komst uit tot basisspeler en bleef dat. Hij maakte dat jaar onder meer negen competitiegoals, waaronder cruciale tegen Willem II, VVV-Venlo en FC Twente. FC Groningen lichtte in april 2018 de optie in zijn contract en legde Doan zodoende tot medio 2021 vast.

### PSV
Doan tekende in augustus 2019 een contract tot medio 2024 bij PSV, dat 7,5 miljoen euro voor hem betaalde aan FC Groningen. Hij maakte op 14 september 2019 zijn debuut voor de Eindhovense club. Hij kwam toen in de 79e minuut in het veld als vervanger voor Bruma tijdens een met 5–0 gewonnen competitiewedstrijd thuis tegen Vitesse. Zijn eerste doelpunt voor de Eindhovense club volgde op 29 september 2019. Hij maakte toen de 0–3 in een met 0–4 gewonnen competitiewedstrijd uit bij PEC Zwolle.

### Arminia Bielefeld
Doan werd in de zomer van 2020 verhuurd door PSV aan DSC Arminia Bielefeld.

### SC Freiburg
In de zomer van 2022 maakte PSV bekend dat Doan naar het Duitse SC Freiburg vertrok. Hij ging al niet mee op het trainingskamp van de Eindhovenaren.

## Clubstatistieken

#### Beloften
| Seizoen                     | Club                 | Competitie     | Competitie | Competitie | Totaal | Totaal |
| Seizoen                     | Club                 | Competitie     | Wed.       | Dlp.       | Wed.   | Dlp.   |
| --------------------------- | -------------------- | -------------- | ---------- | ---------- | ------ | ------ |
| 2016                        | Gamba Osaka onder 23 | J3 League      | 21         | 10         | 21     | 10     |
| Carrièretotaal              | Carrièretotaal       | Carrièretotaal | 21         | 10         | 21     | 10     |
| Bijgewerkt op 18 maart 2018 |                      |                |            |            |        |        |

#### Senioren
| Seizoen                   | Club                | Competitie     | Competitie | Competitie | Beker | Beker | Internationaal | Internationaal | Overig | Overig | Totaal | Totaal |
| Seizoen                   | Club                | Competitie     | Wed.       | Dlp.       | Wed.  | Dlp.  | Wed.           | Dlp.           | Wed.   | Dlp.   | Wed.   | Dlp.   |
| ------------------------- | ------------------- | -------------- | ---------- | ---------- | ----- | ----- | -------------- | -------------- | ------ | ------ | ------ | ------ |
| 2015                      | Gamba Osaka         | J1 League      | 2          | 0          | 0     | 0     | 1              | 0              | 1      | 0      | 4      | 0      |
| 2016                      | Gamba Osaka         | J1 League      | 3          | 0          | 1     | 0     | 1              | 0              | 0      | 0      | 5      | 0      |
| 2017                      | Gamba Osaka         | J1 League      | 10         | 3          | 0     | 0     | 6              | 1              | 0      | 0      | 16     | 4      |
| 2017/18                   | → FC Groningen      | Eredivisie     | 29         | 9          | 2     | 1     | –              | –              | 0      | 0      | 31     | 10     |
| 2018/19                   | FC Groningen        | Eredivisie     | 30         | 5          | 1     | 0     | –              | –              | 2      | 0      | 33     | 5      |
| 2019/20                   | FC Groningen        | Eredivisie     | 2          | 1          | 0     | 0     | –              | –              | 0      | 0      | 2      | 1      |
| 2019/20                   | PSV                 | Eredivisie     | 19         | 2          | 2     | 0     | 4              | 0              | 0      | 0      | 25     | 2      |
| 2020/21                   | → Arminia Bielefeld | Bundesliga     | 34         | 5          | 1     | 0     | 0              | 0              | 0      | 0      | 35     | 5      |
| 2021/22                   | PSV                 | Eredivisie     | 24         | 8          | 5     | 2     | 10             | 1              | 0      | 0      | 39     | 11     |
| 2022/23                   | SC Freiburg         | Bundesliga     | 0          | 0          | 0     | 0     | 0              | 0              | 0      | 0      | 0      | 0      |
| Carrièretotaal            | Carrièretotaal      | Carrièretotaal | 153        | 33         | 12    | 3     | 22             | 2              | 4      | 0      | 191    | 38     |
| Bijgewerkt op 5 juli 2022 |                     |                |            |            |       |       |                |                |        |        |        |        |

## Interlandcarrière
Doan maakte deel uit van verschillende Japanse nationale jeugdselecties. Hij nam met Japan –20 deel aan het WK –20 van 2017. Doan debuteerde op 11 september 2018 in het Japans voetbalelftal, in een met 3–0 gewonnen oefeninterland thuis tegen Costa Rica. Zijn eerste doelpunt volgde op 16 oktober 2018. Die dag maakte hij de 3–2 in een met 4–3 gewonnen oefeninterland thuis tegen Uruguay. Doans eerste eindtoernooi was het Aziatisch kampioenschap 2019. Zijn ploeggenoten en hij bereikten hierop de finale. Hij scoorde in een groepswedstrijd tegen Turkmenistan en maakte het enige doelpunt van de wedstrijd in de kwartfinale tegen Vietnam.
Tijdens het WK 2022 leverde hij een flinke bijdrage aan de groepswinst van Japan door een doelpunt tegen Spanje en een doelpunt tegen Duitsland.

## Statistieken
| Japans voetbalelftal | Japans voetbalelftal | Japans voetbalelftal |
| Jaar                 | Wed.                 | Dlp.                 |
| -------------------- | -------------------- | -------------------- |
| 2018                 | 5                    | 1                    |
| 2019                 | 13                   | 2                    |
| 2020                 | 2                    | 0                    |
| Totaal               | 20                   | 3                    |

## Erelijst
| Johan Cruijff Schaal | 1x | 2021    |
| KNVB beker           | 1x | 2021/22 |